# Manuel León Hoyos
Manuel León Hoyos est un joueur d'échecs mexicain né le 10 février 1989 à Mérida, grand maître international depuis 2008.

## Biographie et carrière
Manuel  a représenté le Mexique lors de trois olympiades, jouant au premier échiquier en 2010 et 2012 et au deuxième échiquier en 2014.
Il finit 7e-12e du championnat continental anméricain de 2007 disputé à Cali.
En 2010, il fut champion du Mexique et finit premier du Artic Chess Chalenge avec 7,5 points sur 9,  ex æquo avec Mikhaïl Kobalia.
Lors de la Coupe du monde d'échecs 2011, il fut éliminé au premier tour par Alexeï Chirov. En 2012, il gagna le championnat open des États-Unis disputé à Vancouver avec 8 points sur 9 (sept victoires et deux nulles). En 2013, il partagea la première place au National Open de Las Vegas, ex æquo avec Wesley So.